# 볼쇼이캅카스산맥
볼쇼이캅카스산맥(러시아어: Большой Кавказ, 아제르바이잔어: Böyük Qafqaz Dağları)은 캅카스산맥의 일부에 속해 있는 산맥이다.
서북서에서 동남동까지 1,200 km 정도 뻗어있다. 흑해의 타만반도에서 카스피해의 압세론반도까지이다. 러시아, 조지아, 아제르바이잔에 접해 있다.

## 산
- 엘브루스산 (5642 m)
- 시하라산 (5201 m)
- 카즈벡산 (5047 m)
- 기스톨라산 (4859 m)
- 테불로슴타산 (4493 m)
- 바자르듀주산 (4466 m)
- 디클로슴타산 (4285 m)
- 바바닥산 (3629 m)

## 같이 보기
- 말리캅카스산맥